# Pogostemon
Genre
Classification phylogénétique
Pogostemon est un genre de plantes à fleurs de la famille des Lamiacées. Il regroupe une centaine d'espèces de plantes herbacées et de sous-arbrisseaux  originaires d'Asie, d'Afrique et même d'Océanie. L'espèce la plus connue est le patchouli (Pogostemon cablin).

## Liste des espèces
Selon "The Plant List" 16 novembre 2012
- Pogostemon amaranthoides Benth. , (1848)
- Pogostemon andersonii (Prain) Panigrahi , (1976)
- Pogostemon aquaticus (C.H.Wright) , (1982)
- Pogostemon atropurpureus Benth. , (1848)
- Pogostemon auricularius (L.) Hassk. 	, (1843)
- Pogostemon barbatus Bhoti & Ingr. , (1997)
- Pogostemon benghalensis (Burm.f.) Kuntze , (1891)
- Pogostemon brachystachyus Benth. , (1848)
- Pogostemon brevicorollus Y.Z.Sun , (1966)
- Pogostemon cablin (Blanco) Benth. , (1848)
- Pogostemon championii Prain , (1908)
- Pogostemon chinensis C.Y.Wu & Y.C.Huang , (1977)
- Pogostemon crassicaulis (Benth.) Press , (1982)
- Pogostemon cristatus Hassk. 	, (1843)
- Pogostemon cruciatus (Benth.) Kuntze , (1891)
- Pogostemon dasianus A.B.De & Mukerjee , (1940)
- Pogostemon deccanensis (Panigrahi) Press , (1982)
- Pogostemon dielsianus Dunn 	, (1913)
- Pogostemon elatispicatus Bhoti & Ingr. , (1997)
- Pogostemon elsholtzioides Benth. , (1848)
- Pogostemon erectus (Dalzell) Kuntze , (1891)
- Pogostemon esquirolii (H.Lév.) C.Y.Wu & Y.C.Huang , (1977)
- Pogostemon falcatus (C.Y.Wu) C.Y.Wu & H.W.Li 	, (1975)
- Pogostemon formosanus Oliv. , (1896)
- Pogostemon fraternus Miq. , (1859)
- Pogostemon gardneri Hook.f. , (1885)
- Pogostemon glaber Benth. , (1830)
- Pogostemon glabratus Chermsir. ex Press , (1982)
- Pogostemon globulosus Phuong ex Suddee & A.J.Paton , (2007)
- Pogostemon griffithii Prain , (1908)
- Pogostemon hedgei V.S.Kumar & B.D.Sharma , (1995)
- Pogostemon helferi (Hook.f.) Press , (1982)
- Pogostemon heyneanus Benth. , (1830)
- Pogostemon hirsutus Benth. , (1833)
- Pogostemon hispidocalyx C.Y.Wu & Y.C.Huang , (1977)
- Pogostemon hispidus (Benth.) Prain , (1908)
- Pogostemon kachinensis (Mukerjee) Panigrahi , (1984)
- Pogostemon koehneanus (Muschl.) Press , (1982)
- Pogostemon linearis (Benth.) Kuntze , (1891)
- Pogostemon litigiosus Doan ex Suddee & A.J.Paton , (2007)
- Pogostemon lythroides (Diels) Press 	, (1982)
- Pogostemon macgregorii W.W.Sm. , (1914)
- Pogostemon membranaceus Merr. , (1912)
- Pogostemon menthoides Blume , (1826)
- Pogostemon micangensis G.Taylor , (1931)
- Pogostemon mollis Benth. , (1833)
- Pogostemon mutamba (Hiern) G.Taylor , (1931)
- Pogostemon myosuroides (Roth) Kuntze , (1891)
- Pogostemon nelsonii Doan ex Suddee & A.J.Paton 	, (2007)
- Pogostemon nepetoides Stapf , (1908)
- Pogostemon nigrescens Dunn , (1913)
- Pogostemon nilagiricus Gamble , (1924)
- Pogostemon paludosus Benth. , (1848)
- Pogostemon paniculatus (Willd.) Benth. , (1830)
- Pogostemon parviflorus Benth. , (1830)
- Pogostemon peethapushpum Pradeep , (1998)
- Pogostemon peguanus (Prain) Press , (1982)
- Pogostemon pentagonus (C.B.Clarke ex Hook.f.) Kuntze , (1891)
- Pogostemon petiolaris Benth. , (1848)
- Pogostemon philippinensis S.Moore 	, (1905)
- Pogostemon plectrantoides Desf. , (1815)
- Pogostemon pressii Panigrahi , (1984)
- Pogostemon pubescens Benth. , (1848)
- Pogostemon pumilus (Graham) Press , (1982)
- Pogostemon purpurascens Dalzell , (1850)
- Pogostemon quadrifolius (Benth.) F.Muell. , (1866)
- Pogostemon reflexus Benth. , (1848)
- Pogostemon reticulatus Merr. , (1912)
- Pogostemon rogersii N.E.Br. 	, (1909)
- Pogostemon rotundatus Benth. , (1830)
- Pogostemon rugosus (Hook.f.) El Gazzar & L.Watson , (1967)
- Pogostemon rupestris Benth. , (1833)
- Pogostemon salicifolius (Dalzell ex Hook.f.) El Gazzar & L.Watson , (1967)
- Pogostemon sampsonii (Hance) Press , (1982)
- Pogostemon septentrionalis C.Y.Wu & Y.C.Huang , (1977)
- Pogostemon speciosus Benth. , (1830)
- Pogostemon stellatus (Lour.) Kuntze 	, (1891)
- Pogostemon stocksii (Hook.f.) Press 	, (1982)
- Pogostemon strigosus (Benth.) Benth. , (1848)
- Pogostemon szemaoensis (C.Y.Wu & S.J.Hsuan) Press , (1982)
- Pogostemon tisserantii (Pellegr.) Bhoti & Ingr. , (1998)
- Pogostemon travancoricus Bedd. , (1869)
- Pogostemon trinervis Chermsir. ex Press , (1982)
- Pogostemon tuberculosus Benth. , (1830)
- Pogostemon velatus Benth. , (1848)
- Pogostemon vestitus Benth. , (1830)
- Pogostemon villosus (Roxb.) Benth. , (1833)
- Pogostemon wattii C.B.Clarke , (1889)
- Pogostemon wightii Benth. , (1833)
- Pogostemon williamsii Elmer , (1934)
- Pogostemon xanthiifolius C.Y.Wu & Y.C.Huang , (1977)
- Pogostemon yatabeanus (Makino) Press , (1982)

## Espèces aux noms synonymes, obsolètes et leurs taxons de référence
Selon "The Plant List" 16 novembre 2012
- Andrographis ceylanica Nees = Andrographis macrobotrys Nees , (1847)
- Pogostemon barbinervis (Miq.) Benth. = Comanthosphace japonica var. japonica , (année ?)
- Pogostemon battakianus Ridl. = Pogostemon cablin (Blanco) Benth. , (1848)
- Pogostemon benthamianus (Hance) Kuntze = Pogostemon stellatus (Lour.) Kuntze , (1891)
- Pogostemon comosus Miq. = Pogostemon cablin (Blanco) Benth. , (1848)
- Pogostemon cyprianii (Pavol.) Pamp. = Elsholtzia cyprianii (Pavol.) C.Y.Wu & S.Chow , (1974)
- Pogostemon erectus var. gracilis (Dalzell) Panigrahi = Pogostemon erectus (Dalzell) Kuntze , (1891)
- Pogostemon esquirolii var. tsingpingensis C.Y.Wu & Y.C.Huang = Pogostemon esquirolii (H.Lév.) C.Y.Wu & Y.C.Huang , (1977)
- Pogostemon fauriei (H.Lév.) Press = Pogostemon stellatus (Lour.) Kuntze , (1891)
- Pogostemon fraternus var. nigrescens (Dunn) Kudô = Pogostemon nigrescens Dunn , (1913)
- Pogostemon frutescens J.Graham = Pogostemon benghalensis (Burm.f.) Kuntze , (1891)
- Pogostemon gracilis (Dalzell) F.Muell. [Illegitimate] = Pogostemon erectus (Dalzell) Kuntze , (1891)
- Pogostemon griffithii (Hook.f.) Press [Illegitimate] = Pogostemon pressii Panigrahi , (1984)
- Pogostemon hirsutus Wight [Illegitimate] = Pogostemon wightii Benth. , (1833)
- Pogostemon imberbe Wight ex Hook.f. = Pogostemon atropurpureus Benth. , (1848)
- Pogostemon indicus (Roth) Kuntze = Pogostemon benghalensis (Burm.f.) Kuntze , (1891)
- Pogostemon japonicum (Miq.) Kuntze = Pogostemon stellatus (Lour.) Kuntze , (1891)
- Pogostemon japonicus (Miq.) Benth. = Comanthosphace japonica (Miq.) S.Moore , (1877)
- Pogostemon javanicus Backer ex Adelb. = Pogostemon cablin (Blanco) Benth. , (1848)
- Pogostemon mollis Hassk. = Pogostemon cablin (Blanco) Benth. , (1848)
- Pogostemon parviflorus var. hispidus Benth. = Pogostemon hispidus (Benth.) Prain , (1908)
- Pogostemon patchouli var. suavis (Ten.) Hook. f. = Pogostemon cablin (Blanco) Benth. , (1848)
- Pogostemon patchouly Pellet. = Pogostemon cablin (Blanco) Benth. , (1848)
- Pogostemon perilloides (L.) Mansf. 	= Hyptis pectinata (L.) Poit. , (1806)
- Pogostemon purpuricaulis Dalzell = Pogostemon benghalensis (Burm.f.) Kuntze , (1891)
- Pogostemon rotundatus Wight [Illegitimate] = Pogostemon nilagiricus Gamble , (1924)
- Pogostemon stellatus var. roxburgianus (H.Keng) H.Keng = Pogostemon quadrifolius (Benth.) F.Muell. , (1866)
- Pogostemon stellipila (Miq.) Benth. 	= Comanthosphace stellipila (Miq.) S.Moore ex Briq. , (1897)
- Pogostemon suavis Ten. = Pogostemon heyneanus Benth. , (1830)
- Pogostemon sublanceolatus (Miq.) Benth. = Comanthosphace japonica var. japonica , (année ?)
- Pogostemon tetraphylla (Wight) F.Muell. = Pogostemon cruciatus (Benth.) Kuntze , (1891)
- Pogostemon tomentosus Hassk. = Pogostemon cablin (Blanco) Benth. , (1848)
- Pogostemon travancoricus var. devicolamensis B.V.Shetty & Vivek. = Pogostemon travancoricus Bedd. , (1869)
- Pogostemon tsiangii (Y.Z.Sun ex C.H.Hu) Press = Pogostemon sampsonii (Hance) Press , (1982)
- Pogostemon verticillatus (Benth.) Miq. = Pogostemon stellatus (Lour.) Kuntze , (1891)
- Pogostemon verticillatus (Roxb.) Bhatti & Ingr. = Pogostemon stellatus (Lour.) Kuntze , (1891)
- Pogostemon villosus var. macrophyllus Benth. = Pogostemon villosus (Roxb.) Benth. , (1833)

## Espèces au statut non encore résolu
Selon "The Plant List" 16 novembre 2012
- Pogostemon gracilis Hassk. [Unplaced]
- Pogostemon heynea
- Pogostemon hortensis Backer ex K.Heyne [Unplaced]
- Pogostemon hortensis Backer ex Adelb. [Unplaced]
- Pogostemon ianthinus H.Lév. [Unplaced]
- Pogostemon intermedius Benth.
- Pogostemon lavandulispica H.Lév. [Unplaced]
- Pogostemon longifolius F.Muell. [Unplaced]
- Pogostemon manipurensis V.S.Kumar
- Pogostemon xanthiiphyllus C. Y. Wu & Y. C. Huang